# Espluga de l'Oliva

L'Espluga de l'Oliva, respecte del terme d'Abella de la Conca

L'Espluga de l'Oliva, en part de la bibliografia esmentada com a Espluga de l'Olivé, és un cavitat natural del terme d'Abella de la Conca, a la comarca del Pallars Jussà.
Està situada a Monteguida, a 1.320 m d'altitud, a la dreta del barranc de Monteguida, a ponent de Sarsús i a llevant del Congost. Pertany a la partida d'Ordins.

## Etimologia
Segons Joan Coromines, el topònim Esplugues procedeix del mot comú llatí speluncas (coves o baumes).